# Nakamal

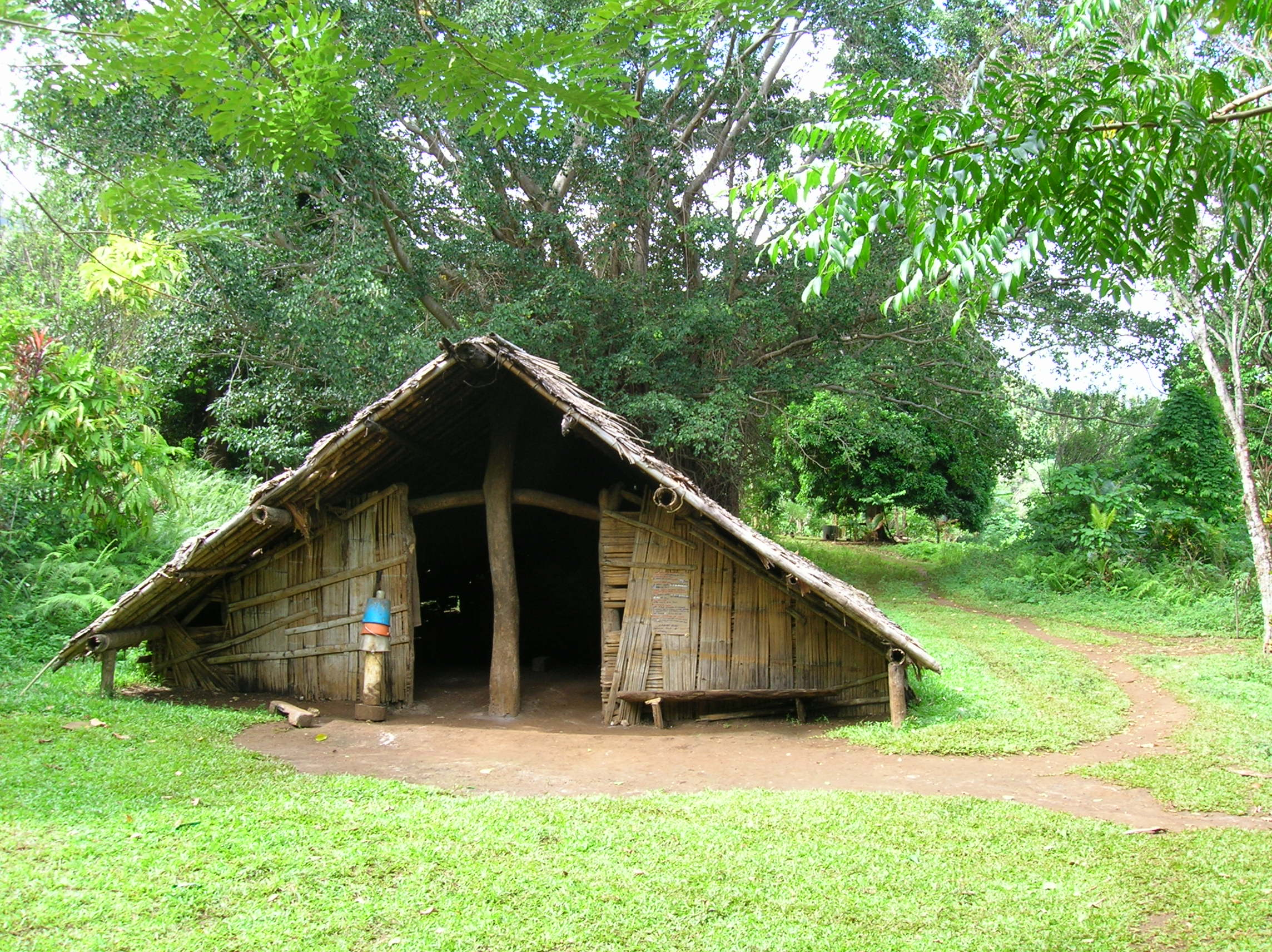
Un nakamal sur l'île de Pentecôte.

Le nakamal est un espace communautaire de sociabilité masculine qui a un statut symbolique important au Vanuatu. Historiquement, le nakamal sert de lieu de réunion pour les hommes du village, offrant un cadre pour les discussions, les décisions importantes et les rituels. Si sa forme varie — allant d'une maison communautaire à une clairière sous un arbre banian marquée de symboles tabous — son rôle s'est transformé avec l'urbanisation. La consommation de kava y joue un rôle mystique important. 

## Histoire
Le mot nakamal trouve son origine dans les langues vernaculaires de l'archipel du Vanuatu, où il désigne un lieu de réunion communautaire. Traditionnellement, le nakamal est associé à la vie sociale et spirituelle des hommes. Il sert de cadre pour les discussions sur les affaires du village, les prises de décisions importantes, et les cérémonies rituelles, notamment celles impliquant la consommation de kava.
Dans certaines régions du Vanuatu, le nakamal est une maison communautaire spécialement construite à cet effet, tandis que dans d'autres, il peut simplement être un espace à l'ombre d'un arbre banian, marqué par des symboles tabous comme des feuilles de cycas placées à l'entrée.
Avec les migrations vers les villes comme Port-Vila et Luganville au XXe siècle, le rôle du nakamal évolue. Dans un contexte urbain, les nakamals deviennent des espaces hybrides mêlant tradition et modernité. Ils ne sont plus uniquement des lieux de délibérations communautaires, mais également des points de rencontre sociale où les individus, y compris les femmes dans certains cas, peuvent consommer du kava.
Ces nouveaux nakamals urbains, souvent appelés bars à kava, jouent un rôle essentiel dans la préservation de la coutume face à la modernisation et à la mondialisation. Ils offrent un espace où les traditions sont réinterprétées tout en fournissant une échappatoire aux tensions de la vie urbaine.

## Fonctionnement
Le soir, entre 17 et 22 heures, les hommes de la communauté locale et leurs alliés de passage s'y rendent. 
Cet espace est matérialisé dans le nord et le centre de l'archipel par une construction. En revanche, dans les îles du sud, il s'agit d'une simple clairière au sol de terre battue.
Les femmes et les personnes de passage participent le plus souvent. Parfois, le nakamal est tenu par une femme.
La configuration du nakamal reflète également la stratification sociale. Chaque segment de l'espace peut être attribué à un grade ou un rang particulier, avec des chefs ayant accès à toutes les sections. Des objets tels que des mâchoires de cochons ou des conques peuvent y être exposés pour signifier le prestige ou les alliances entre groupes. Le sommet représente le monde des esprits et des ancêtres, le sol symbolise la terre des hommes, l'extérieur est le domaine des relations sociales mixtes.
La consommation de kava est une activité centrale dans le nakamal. Le rituel de préparation et de consommation du kava y est strictement codifié. Par exemple, dans les îles du nord de l'archipel, le kava est préparé en râpant les racines avec des outils en corail, tandis que dans le sud, il est mastiqué par des jeunes hommes non mariés. Les gestes et les prières accompagnant cette préparation sont liés à des mythes fondateurs et renforcent le lien avec les ancêtres.
La consommation de kava au nakamal a lieu à la tombée de la nuit, un moment considéré comme propice pour entrer en contact avec le surnaturel. Chaque participant boit une coupe de kava dans un ordre hiérarchique strict, suivie de prières ou de chants muets rendant hommage aux esprits.

## En Nouvelle-Calédonie
En Nouvelle-Calédonie, où le kava n'est pas une ancienne tradition, il a été introduit relativement récemment par les Ni-Vanuatu qui se sont installés dans l'archipel après l'indépendance de 1980. La boisson se prépare à partir de poudre séchée.
De nombreux nakamals ont ainsi été ouverts, où ils prennent la forme essentiellement de lieux de consommation et de sociabilité pluriethniques et mixtes. Dans les nakamals des villes, d'autres consommations licites non-alcooliques sont possibles. Dans les nakamals des champs, en dehors du Grand-Nouméa, cela reste moins fréquent.

## En Amérique du nord
De nombreux nakamals ont ouvert.